# Stazione di Risano
Stazione di Risano vasútállomás Olaszországban, Pavia di Udine településen.

## Vasútvonalak
Az állomást az alábbi vasútvonalak érintik:
- Udine-Cervignano-vasútvonal

## Kapcsolódó állomások
A vasútállomáshoz az alábbi állomások vannak a legközelebb:
- Stazione di Lumignacco
- Stazione di Santo Stefano Udinese